# Cocktails
Cocktails är en låt av det brittiska rockbandet Hot Leg, skriven av Justin Hawkins och Chas Bayfield. Låten släpptes som bandets andra singel från debutalbumet "Red Light Fever". Låten planerades först att ges ut 23 februari 2009 men detta ändrades snart till 2 mars. Sångerskan Beverlei Brown körar på låten.
På den brittiska singellistan nådde låten som bäst plats 84.

## Musikvideo
Musikvideon regisserades av Richard Mitchell och spelades in i januari 2009 på Classic Car Club i London.

## Låtlista
Samtliga låtar skrivna av Justin Hawkins och Chas Bayfield, om inte annat anges.

### CD
1. "Cocktails" – 3:57
2. "All I Gotta Do" (Bolton) – 3:31

### Vinyl
1. "Cocktails" – 3:57
2. "Gay in the 80's" – 3:16

## Medverkande
- Justin Hawkins - sång, synthesizer, gitarr, bas
- Beverlei Brown - kör